# Jacques Roux
Jacques Roux (21 de agosto de 1752 - 10 de fevereiro de 1794, na prisão de Bicêtre) foi uma personalidade da Revolução Francesa, pioneiro do socialismo na França e conhecido como "O Cura Vermelho".

## Biografia
Jacques Roux era padre e professor nos primórdios da Revolução Francesa. Quando, em 1790, acontecem motins camponeses e pilhagens de castelos em sua paróquia, é acusado pelo comissário de ter, com suas ideias e sermões, insuflado a revolta no seio de sua congregação e « acusado de ter pregado a doutrina perigosa de que as terras pertencem a todos de forma igual e que se devia recusar pagar os direitos senhoriais » 
Transferiu-se então para Paris, foi nomeado vigário de Saint-Nicolas-des-Champs e um dos primeiros padres a prestar juramento à Constituição Civil do Clero. Acompanhou Luís XVI até ao cadafalso, junto com Jacques-Claude Bernard, em 21 de janeiro de 1793, quando o rei foi guilhotinado. Sua facção, a dos "Enragés" (da qual também faz parte Jean-François Varlet), reclama pela taxação e regulamentação dos preços. Roux denuncia a burguesia mercantil, mais terrível, segundo ele, que « a aristocracia nobiliária e sacerdotal ».

Este « padre socialista » (Albert Mathiez) defendia a ideia de que os princípios de liberdade, defendidos pela nova legislação, serviam antes de tudo a uma classe em detrimento da sociedade. A expressão mais completa de seu programa foi, sem dúvida, a contida em seu "Adresse à la Convention Nationale", (também conhecido como "Manifeste des Enragés"), de 25 de Junho de 1793 que repousa sobre o conceito que :
"A Liberdade não é mais que um vão fantasma, quando uma classe de homens pode deixar faminta a outra impunemente. A Igualdade não é mais que um fantasma, quando o rico, pelo monopólio, exerce direito de vida e morte sobre seu semelhante. A República não é mais que um vão fantasma, quando a contrarrevolução se opera dia a dia pelo preço dos alimentos, aos quais três quartos da população não pode alcançar sem derramar lágrimas."
Este movimento inquieta a Convenção, Marat - que não hesita em qualificar Roux de «patriota de circunstância» ou de «o incendiário da Secção de Gravilliers» - e mesmo os "Hébertistes". Roux fica cada vez mais isolado. Os Montanheses desencadeiam contra ele uma campanha visando fazê-lo passar por contrarrevolucionário. Preso em setembro de 1793 para ser julgado pelo Tribunal Revolucionário, prefere matar-se com um punhal.